# سارا دیلن
سارا دیلن (انگلیسی: Sara Dylan؛ زادهٔ ۲۸ اکتبر ۱۹۳۹) یک هنرپیشه اهل ایالات متحده آمریکا است.